# Мисс Грузия
Мисс Грузия (груз. მის საქართველო, Mis Sakartvelo) конкурс красоты в Грузии, победительница которого представляет Грузию на конкурсе Мисс Вселенная. Этот конкурс существует одновременно с конкурсом Мисс Грузия и конкурсом Мисс Мира Грузия с 2003 года.

## Представительницы на конкурсеМисс Вселенная Грузия
| Год  | Победительница      | ФИО на грузинском   | Место на конкурсе |
| ---- | ------------------- | ------------------- | ----------------- |
| 2004 | Нино Муртазашвили   | ნინო მურთაზაშვილი   | Не заняла         |
| 2005 | Русудан Бочоидзе    | რუსუდან ბოჩოიძე     | Не заняла         |
| 2006 | Ека Буадзе          | ეკა ბუაძე           | Не заняла         |
| 2007 | Ана Гиоргелашвили   | ანა გიორგელაშვილი   | Не заняла         |
| 2008 | Гванца Дараселия    | გვანცა დარასელია    | Не заняла         |
| 2009 | Лика Орджоникидзе   | ლიკა ორჯონიკიძე     | Не заняла         |
| 2010 | Нанука Гогишаишвили | ნანუკა გოგიჩაიშვილი | Не заняла         |
| 2011 | Эка Гурцкая         | ეკა ღურწკაია        | Не заняла         |
| 2012 | Тамар Шедания       | თამარ შედანია       | Топ 25            |
| 2013 | Жанет Кердикошвили  | ჟანეტ ქერდიყოშვილი  | Не участвовала    |
| 2013 | Ана Зубашвили       | ანა ზუბაშვილი       | Не заняла         |

## Представительницы на конкурсе Мисс Мира
| Год  | Победительница      | ФИО на грузинском  | Место на конкурсе   |
| ---- | ------------------- | ------------------ | ------------------- |
| 2003 | Ирина Онашвили      | ირინა ონაშვილი     | Топ 20, Мисс Талант |
| 2004 | Саломе Чиквиладзе   | სალომე ჩიკვილაძე   | Не заняла           |
| 2005 | Саломе Хелашвили    | სალომე ხელაშვილი   | Не заняла           |
| 2006 | Нино Каландадзе     | ნინო კალანდაძე     | Не заняла           |
| 2007 | Тамар Немсицверидзе | თამარ ნემსიწვერიძე | Не заняла           |
| 2008 | Хатуна Скиртладзе   | ხათუნა სხირტლაძე   | Не заняла           |
| 2009 | Цира Сукнидзе       | ცირა სუქნიძე       | Не заняла           |
| 2010 | Деа Аракишвили      | დეა არაყიშვილი     | Не заняла           |
| 2011 | Жанет Кердикошвили  | ჟანეტ ქერდიყოშვილი | Не заняла           |
| 2012 | Саломе Хомерики     | სალომე ხომერიკი    | Не заняла           |
| 2013 | Лика Метревели      | ლიკა მეტრეველი     | TBA                 |

- Тамар Немсицверидзе была Второй Вице-Мисс на конкурсе Мисс Грузия 2007 года. Она считается Мисс Грузия 2007 года, так как Победительница и 1-я Вице-мисс были лишены званий.

## Представительницы на конкурсе Мисс Интернешнл
| Год  | Победительница   | ФИО на грузинском | Место на конкурсе |
| ---- | ---------------- | ----------------- | ----------------- |
| 2009 | Мария Сарчимелия |                   | Не заняла         |
| 2010 | Тамар Пилишвили  |                   | Не заняла         |

## Представительницы на конкурсе Miss Tourism Queen Int'l
| Год  | Победительница      | Место на конкурсе |
| ---- | ------------------- | ----------------- |
| 2007 | Мария Сарчимелия    | Не заняла         |
| 2008 | Анна Куцишвили      | Не заняла         |
| 2009 | Кристина Дзидзигури | "Мисс Личность"   |

## Сноски
1. ↑  Miss Georgia 2010. angel.ge. — «Eka Gurtskaya, ეკა ღურწკაია, to Miss Universe 2011.» Дата обращения: 16 июля 2022. Архивировано 11 мая 2017 года.